# Квашвиц
Квашвиц (њем. Quaschwitz) општина је у њемачкој савезној држави Тирингија. Једно је од 76 општинских средишта округа Зале-Орла. Према процјени из 2010. у општини је живјело 69 становника. Посједује регионалну шифру (AGS) 16075087.

## Географски и демографски подаци
Квашвиц се налази у савезној држави Тирингија у округу Зале-Орла. Општина се налази на надморској висини од 455 метара. Површина општине износи 2,3 km². У самом мјесту је, према процјени из 2010. године, живјело 69 становника. Просјечна густина становништва износи 30 становника/km².